# 西区街道 (惠州市)
西区街道是中国广东省惠州市惠阳区下辖的一个街道，位于大亚湾经济技术开发区的西部，西邻深圳坪山区坑梓街道，北接淡水街道。

## 行政区划
2014年，划出惠阳区淡水街道部分区域，设立西区街道办事处。
西区街道下辖东联社区、新联社区、坜下社区、塘布村、荷茶村、新畲村、上田村、塘尾村、新寮村、老畲村、樟浦村、上杨村、横畲村。